# Давідоая
Давідоая (рум. Davidoaia) — село у повіті Ботошані в Румунії. Входить до складу комуни Ворнічень.
Село розташоване на відстані 393 км на північ від Бухареста, 23 км на північ від Ботошань, 114 км на північний захід від Ясс.

## Населення
За даними перепису населення 2002 року у селі проживала 161 особа, усі — румуни. Усі жителі села рідною мовою назвали румунську.